# 16809 Galápagos
16809 Galápagos là một tiểu hành tinh vành đai chính với chu kỳ quỹ đạo là 1570.8771935 ngày (4.30 năm).
Nó được phát hiện ngày 21 tháng 10 năm 1997.